# Aigen im Mühlkreis
Aigen im Mühlkreis byl městys v rakouské spolkové zemi Horní Rakousy, v okrese Rohrbach. V roce 2015 byl sjednocen se sousední obcí Schlägl (Drkolná) a stal se součástí nového městyse Aigen-Schlägl.

## Obyvatelstvo
V roce 2012 zde žilo 1 934 obyvatel.

## Osobnosti
- Gerhard Gruber (* 1951), pianista
- Christian Hoffmann (* 1974), olympijský vítěz v běhu na lyžích